# الامتيازات الانتدابية في فلسطين

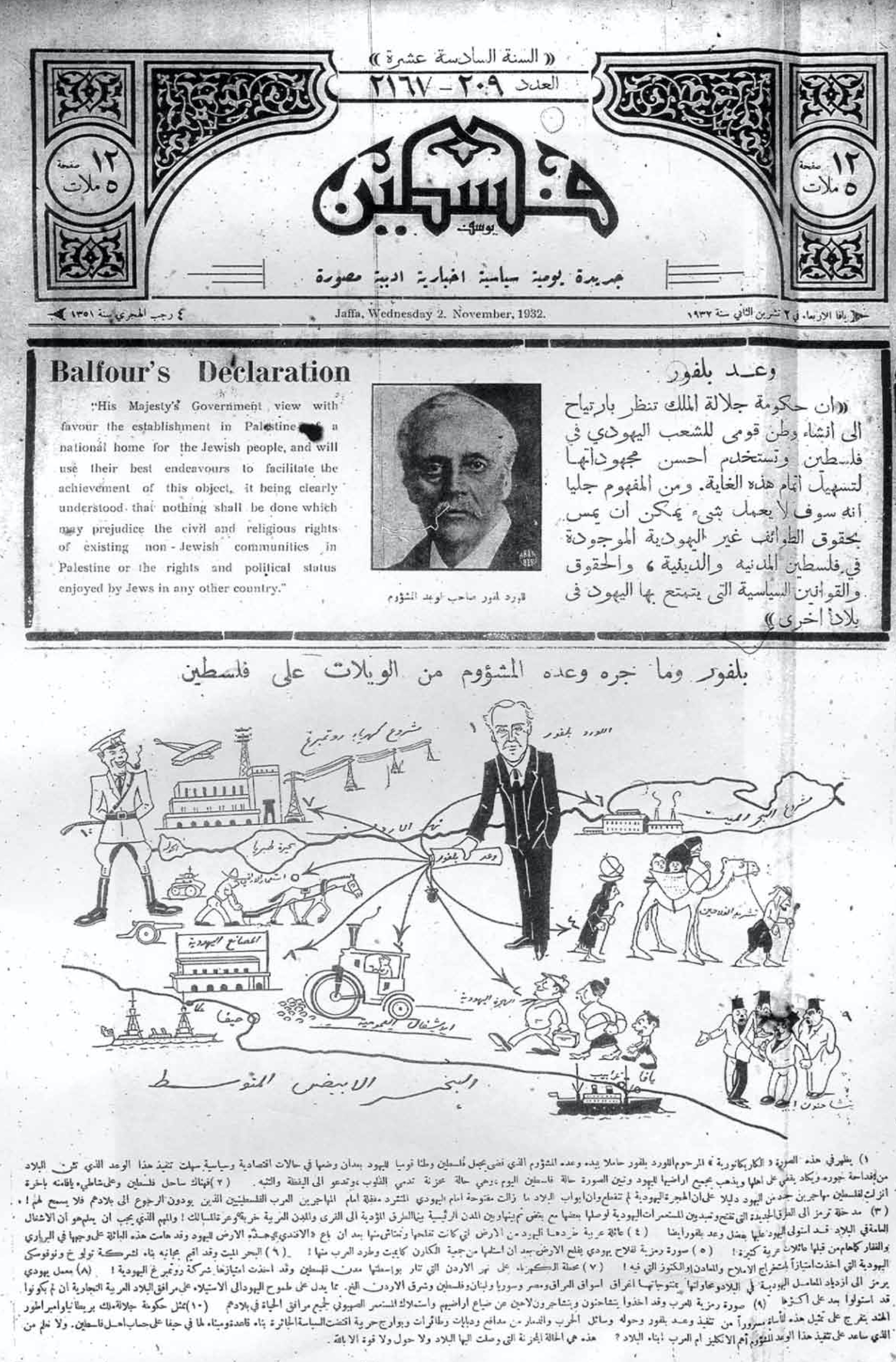
الصفحة الأولى من جريدة فلسطين العربية في الذكرى الخامسة عشرة لوعد بلفور ، 2 نوفمبر 1932. ويظهر نهر الأردن الامتياز في أعلى الزاوية اليسرى من الكرتون مشروع كهرباء روتنبرغ، و
يظهر امتياز البحر الميت في أعلى اليمين.

كانت الامتيازات في فلسطين الانتدابية عبارة عن عدد من الاحتكارات لتشغيل الأصول الاقتصادية الرئيسية في فلسطين الواقعة تحت الانتداب البريطاني .

## قائمة الامتيازات
قدمت لجنة وودهيد عام 1938 قائمة بالامتيازات الممنوحة:

### المسطحات المائية
- امتياز البحر الميت (شركة البوتاس الفلسطينية التابعة لموشيه نوفوميسكي)
- امتياز نهر الأردن (شركة الكهرباء الفلسطينية التابعة لبنهاس روتنبرغ أول بيت للطاقة الكهرومائية في الأردن [الإنجليزية])
- شركة الكهرباء والخدمات العامة في القدس (يوريبيديس مافروماتيس بيعت إلى بلفور بيتي في عام 1928) [4]
- امتياز العوجا (شركة الكهرباء الفلسطينية)
- تصريف بحيرة الحولة والمستنقعات المجاورة (تم تحويله لأول مرة إلى الشركة الزراعية السورية العثمانية ، ثم في عام 1934 تم نقله إلى شركة تطوير الأراضي الفلسطينية ) [5]

### نقل النفط
- عبور الزيوت المعدنية عبر فلسطين وإنشاء مصفاة نفط في حيفا (شركة النفط الأنجلو إيرانية)
- عبور الزيوت المعدنية عبر فلسطين (شركة نفط العراق).

### البنية التحتية للشحن
- المنارات (الإدارة العامة لفلسطينيين)
- المستودعات الجمركية (شركة مستودعات بلاد الشام)

### المنتجعات الصحية
- حمامات طبريا الساخنة (شركة مايو طبريا)
- ينابيع الحمة المعدنية (سليمان بك نصيف)